# La Veu del Vallès
La Veu del Vallès (4 de març de 1978 – 31 de març de 1978) és un setmanari comarcal d'informació general i actualitat, tal com expressava el seu subtítol.
La directora d'aquest setmanari era Teresa Velázquez, l'editor va ser Manuel Cano Herrerías i els redactors, Jordi Barbeta i Joan Besson. Aquesta publicació comptava amb delegacions, a Caldes de Montbui, Josep M. Codina; a Mollet del Vallès, Josep Serra i a Sant Celoni, Santi Santamaria. I, també comptava amb corresponsals a l'Ametlla del Vallès, Josep M.Valls; a la Torreta, Antoni Guzman; a Montcada i Reixac, Elisa Riera i a Montornès del Vallès, Santamaria Paredes.
Entre els seus col·laboradors es troben Salvador Casanova i Grané, Joan Cortés, Salvador Estany, Pepita Galbany, Antoni Garcia i Grau, Angel M. Hernández, Matilde Martínez, Oriol Montaña, Frederic Nadal, M. Angels Oliveras, Joan Portet, Josep Saborit Joan Sala Vila, director d'altres publicacions de Granollers com la FAEG (Fulla d'art i esports. Granollers), Serafín Sierro, Lluís Torres i Jordi Vilajosana. La redacció es trobava al Carrer de Girona, 75, 5è 2a de Granollers, i la impressió l'executava Tipografia del Vallès, S.L., de la mateixa ciutat.

## Aspectes formals
Aquesta publicació estava escrita en català i en castellà i el seu preu era de 30 pessetes, 1.500 pessetes a l'any.
La Veu del Vallès era imprès en òfset a dues tintes a portada i a una a dins. Presentava un format de 295 per 225 mil·límetres al número 1, ja que al número 2 i els següents presentaven un format de 276 per 225 mil·límetres. El periòdic estava compost per quaranta pàgines a tres columnes de 14,5 cíceros al número 1 i al número 2 i següents de 13,5 cíceros. Les cobertes i les quatre planes centrals eren de paper couché. Les fotografies i d'altres il·lustracions apareixien a la portada, però també a dins.
Cal destacar que la publicació comptava amb un 30 per cent de publicitat. La temàtica de La Veu del Vallès gira entorn d'articles de política democràtica, notícies locals i comarcals, reivindicacions populars, música, esports, espectacles, cultura, etc.

## Història
Aquest periòdic sortí amb la intenció d'aplegar gent diversa que en temps del franquisme havia estat a l'oposició més o menys descarada i en partits diferents. Però l'editorial del número 1 no es volia definir políticament, sinó que deia: 
| « | No vamos ahora a definirnos ni a trazar desde aquí línea alguna. Vamos a reivindicar, eso sí, desde ya el derecho a la libertad de expresión que, con los tiempos que corremos, es como pedir que le toque a usted el "gordo" de Navidad (...). Nacemos con alegría, pero también con sentido común. | » |

La llibertat d'expressió per a la nova revista no va durar. El propietari de Comarca al Día hi va posar entrebancs, segons que es dedueix de la puntualització que l'empresa del nou periòdic feia al mateix número 1: 
| « | El proceso lleno de intrigas, tensiones, problemas y toda clase de presiones que hemos tenido que afrontar, no han sido obstáculo para que hoy LA VEU DEL VALLES salga a la calle. Nos ha costado sudores y muchos disgustos, pero lo hemos conseguido. Sin embargo, en el momento de tomar este primer contacto con la opinión pública, pensamos que la confusión creada en Granollers y comarca por la momentánea desaparición del semanario “Comarca al Día. La Veu del Vallés” merece prioridad en su tratamiento. (...) “Comarca al Día. La Veu del Vallés” ha sufrido un desdoblamiento que ha motivado la aparición de dos distintos semanarios. (...) El conflicto de “Comarca al Día. La Veu del Vallés” (...) se desató a partir del momento en que D. Luis Castillo Berruezo, que constaba como editor titulado pero que nada tenia que ver con la gestión directa de l'empresa, viendo su rentabilidad, empezó a interesarse por ella. Este señor, por más señas, falangista de toda la vida, había comentado en más de una ocasión haciendo referencia al semanario “Comarca al Día. La Veu del Vallés” que “la revista era asquerosamente democrática” (...) Del antiguo semanario hemos heredado única y exclusivamente dos cosas: el subtítulo, que pasa a ser nuestra cabecera, y su espíritu de combatividad. | » |

Però, la combativitat no va anar gaire lluny per què només en van sortir quatre números, desapareixent el 31 de març de 1978. Tots quatre són a l'hemeroteca municipal de Granollers.